# Mini–pregled mentalnog stanja
Mini–pregled mentalnog stanja (MMSE) ili Folstajnov test je upitnik od 30 tačaka koji se uveliko koristi u kliničkim i istraživačkim okruženjima za merenje kognitivnih oštećenja. Obično se koristi u medicini i srodnom zdravstvu za skrining demencije. Takođe se koristi za procenu težine i progresije kognitivnog oštećenja i za praćenje toka kognitivnih promena kod pojedinca tokom vremena; što ga čini efikasnim načinom za dokumentovanje odgovora pojedinca na lečenje. Svrha MMSE-a nije, sama po sebi, da pruži dijagnozu za bilo koji određeni nosološki entitet.
Administracija testa traje između 5 i 10 minuta i ispituje funkcije uključujući registrovanje (ponavljanje imenovanih upita), pažnju i proračun, prisećanje, jezik, sposobnost praćenja jednostavnih komandi i orijentaciju. Prvobitno su ga predstavili Folstajn et al. 1975. godine, kako bi se razlikovali organski od funkcionalnih psihijatrijskih pacijenata, ali je veoma sličan, ili čak direktno uključuje, testove koji su bili u upotrebi pre njegovog objavljivanja. Ovaj test nije ispitivanje mentalnog statusa. Standardni MMSE obrazac koji trenutno objavljuju Resursi za psihološku procenu je zasnovan na njegovoj originalnoj konceptualizaciji iz 1975. godine, uz manje naknadne modifikacije autora.